# Podochilus falcipetalus
Podochilus falcipetalus är en orkidéart som beskrevs av Rudolf Schlechter. Podochilus falcipetalus ingår i släktet Podochilus och familjen orkidéer. Inga underarter finns listade i Catalogue of Life.